# E3 Harelbeke 2009
L'E3 Harelbeke 2009 va ser la 52a edició de l'E3 Harelbeke. La cursa es disputà el 28 de març sobre una distància de 208 quilòmetres, sent vàlida per a l'UCI Europa Tour 2009 amb una categoria 1.HC. El vencedor de la cursa fou l'italià Filippo Pozzato (Team Katusha), que s'imposà per davant de Tom Boonen (Quick Step) i Maksim Iglinski (Team Astana).

## Classificació final
|    | Ciclista            | Equip             | Temps      |
| -- | ------------------- | ----------------- | ---------- |
| 1  | Filippo Pozzato     | Katusha Team      | 5h 11' 49" |
| 2  | Tom Boonen          | Quick Step        | m. t.      |
| 3  | Maksim Iglinski     | Astana            | m. t.      |
| 4  | Thor Hushovd        | Cervélo TestTeam  | + 45"      |
| 5  | Sylvain Chavanel    | Quick Step        | m. t.      |
| 6  | Stijn Devolder      | Quick Step        | m. t.      |
| 7  | Nick Nuyens         | Rabobank          | m. t.      |
| 8  | George Hincapie     | Team Columbia-HTC | m. t.      |
| 9  | Sebastian Langeveld | Rabobank          | m. t.      |
| 10 | Marcus Burghardt    | Team Columbia-HTC | + 1'02"    |